# Буревісник тихоокеанський
Буревісник тихоокеанський (Calonectris leucomelas) — морський птах родини буревісникових (Procellariidae).

## Поширення
Птах мешкає в західній частині Тихого океану та східній частині Індійського океану. Розмножується на невеликих островах Японії, Кореї та Китаю. Взимку він мігрує на південь, його можна знайти біля узбережжя В'єтнаму, Нової Гвінеї, Філіппін, Австралії, південної Індії та Шрі-Ланки.

## Опис
Птах завдовжки близько 48 см, розмах крил 122 см. Оперення верхньої частини темно-сіро-буре, нижньої — біле. На голові є коричневі смужки різної щільності.